# Vorklinik

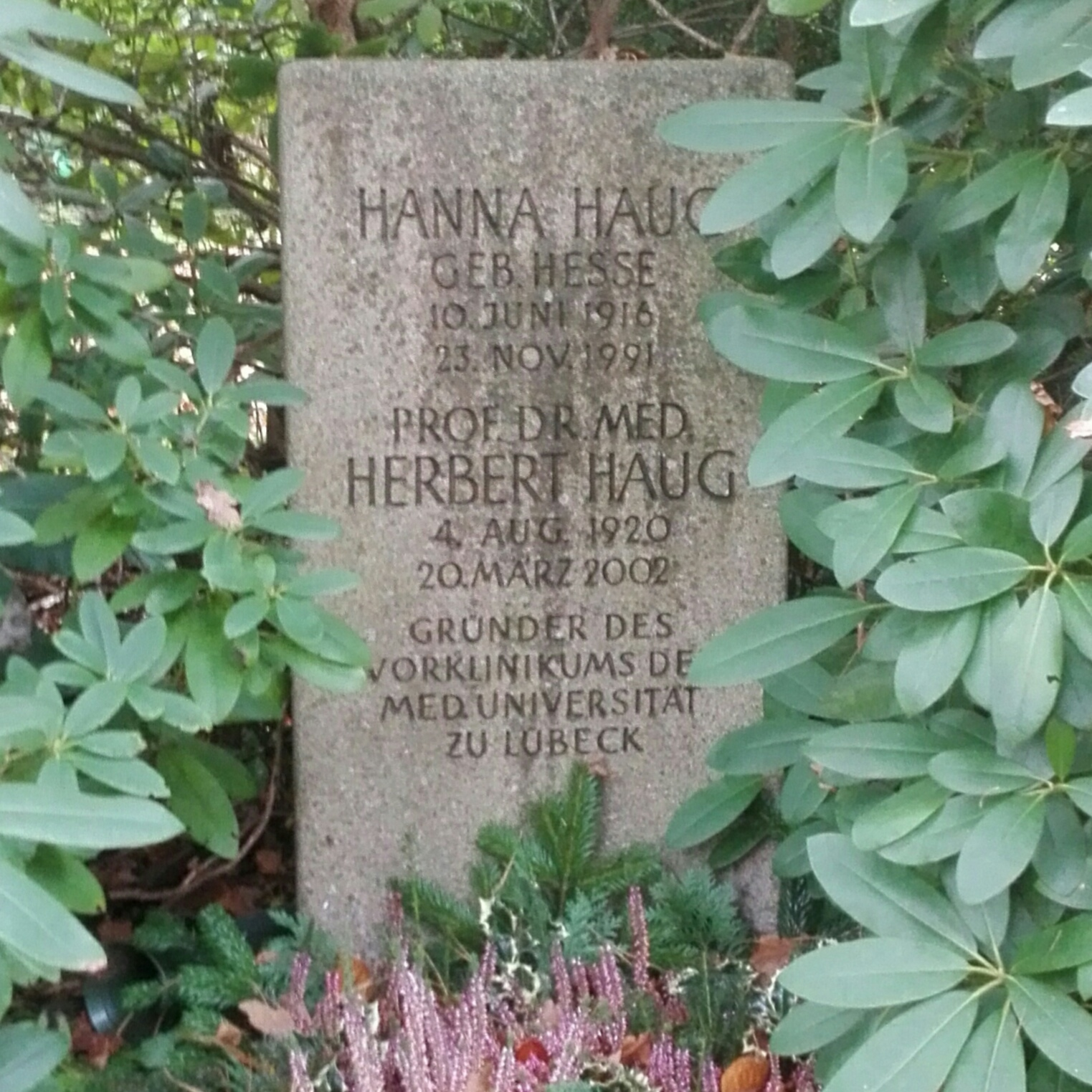
Begründer des Vorklinikums an der Meduni in Lübeck

Als Vorklinik wird der erste Ausbildungsabschnitt der ärztlichen Ausbildung mit einer Regelstudienzeit von vier Semestern bezeichnet. Die Ausbildung erfolgt an Universitäten in den Fächern Biologie, Chemie, Physik, Anatomie, Physiologie, medizinische Psychologie, Soziologie und Biochemie. Hinzu kommen Praktika der Berufsfelderkundung, Einführung in die klinische Medizin und medizinischen Terminologie. Am Ende des vorklinischen Studiums steht der Erste Abschnitt der Ärztlichen Prüfung.
Derzeit durchläuft die ärztliche Ausbildung an deutschen Universitäten einen tiefgreifenden Wandel, der auch die Vorklinik verändern wird. Durch die neue Approbationsordnung sollen vermehrt klinische Bezüge sowie kleinere Seminar- und Praktikumsgruppen zu einer Verbesserung des vorklinischen Studiums beitragen. Insbesondere schreibt die neue Approbationsordnung mindestens 56 Stunden Seminare mit klinischen Bezügen im vorklinischen Studienabschnitt vor.
Im Rahmen der Modell- und Reformklauseln der neuen Approbationsordnung sind einige medizinische Fakultäten dem Beispiel ausländischer Fakultäten gefolgt und haben die Vorklinik durch Problembasiertes Lernen (PBL) vom ersten Tag des Studiums an ersetzt.